# EndoCert
EndoCert ist eine Initiative der Deutschen Gesellschaft für Orthopädie und Orthopädische Chirurgie (DGOOC) und stellt weltweit das erste System zur Zertifizierung medizinischer Einrichtungen im Bereich des Gelenkersatzes dar. In Deutschland werden jährlich rund 400.000 Gelenkersatzoperationen durchgeführt. Durch eine Spezialisierung von Einrichtungen auf dem Gebiet der Endoprothetik soll die Behandlungsqualität gesteigert werden.
Seit 2012 können sich medizinische Einrichtungen als Endoprothetikzentrum (EPZ) und als Endo-Prothetik-Zentrum der Maximalversorgung (EPZmax) zertifizieren lassen, sofern die Erfüllung der aufgestellten Anforderungen in einem Audit nachgewiesen wird.

## Ziele von EndoCert
Mit der Einführung des Zertifizierungssystems EndoCert soll eine qualitativ hochwertige Patientenversorgung und eine hohe Patientensicherheit in der Endoprothetik sichergestellt werden. Von zentraler Bedeutung im Zertifizierungsverfahren ist dabei die Überprüfung der Struktur- und Prozessqualität. So müssen die Einrichtungen zahlreiche Anforderungen erfüllen und insbesondere einen interdisziplinär erarbeiteten und ständig weiterentwickelten Behandlungspfad für die Patienten und ein hohes Maß an Ausbildung aller an der Behandlung beteiligten Berufsgruppen nachweisen. Die Überprüfung der Ergebnisqualität ist langfristig durch die verpflichtende Teilnahme am Endoprothesenregister Deutschland (EPRD) und kurzfristig durch die Erfassung sowie Auswertung spezifischer Parameter zur erbrachten Versorgungsqualität möglich. Die weitere Erfassung der Ergebnisqualität nach Kriterien der Patientenzufriedenheit (PROM für „Patient Related Outcome Measures“) befindet sich derzeit in der Erprobung. Das EndoCert-System wird ständig im Sinne eines lernenden Systems weiterentwickelt.

## Entwicklung
2008 entwickelte Wolfram Mittelmeier, Direktor an der Orthopädischen Universitätsklinik in Rostock, die Grundlagen für das Projekt EndoCert. Auf seine Initiative wurde im Jahr 2009 von der Deutschen Gesellschaft für Orthopädie und Orthopädische Chirurgie (DGOOC) eine Arbeitsgruppe aus Experten ins Leben gerufen, die auf Basis der aktuellen wissenschaftlichen Erkenntnisse Kriterien entwickelt hat, die zu einer Erhöhung der Patientensicherheit und Verbesserung der Versorgungsqualität bei der Implantation von Gelenkprothesen führen könnten. Hierbei waren neben Vertretern der DGOOC, der Deutschen Gesellschaft für Endoprothetik e.V. (AE), einer Sektion der Deutschen Gesellschaft für Orthopädie und Unfallchirurgie (DGOU), auch der Berufsverband für Orthopädie und Unfallchirurgie (BVOU) beteiligt. Seit dem 19. Oktober 2012 steht das Verfahren nach zwei Pilotphasen, in denen die entwickelten Kriterien überprüft wurden, allen Einrichtungen bundesweit für eine Teilnahme offen. Nach dem Start des Regelbetriebes wurden 343 Einrichtungen erfolgreich zertifiziert. Seit Juni 2016 sind über 500 Zentren bundesweit zertifiziert. Diese werden weiterhin jährlich durch Vor-Ort-Audits überprüft von unabhängigen Fachexperten.
Inzwischen wurden neben Hüftendoprothesen, Knieendoprothesen und betreffenden Wechseloperationen dieser Gelenke weitere Inhalte bzw. Module hinzugefügt:
- Endoprothetik nach Frakturen
- Endoprothetik nach Tumorentfernung
- Schulterendoprothetik
- Sprunggelenksendoprothetik.

Ab 2023 wird das Auditverfahren unter Einbeziehung der Daten des Endoprothesenregister Deutschland (EPRD) für die betreffende Klinik ergebnisorientiert durchgeführt. Die Ergebnisqualität aus dem EPRD wird in den Audits schwerpunktmäßig zur Überprüfung der einzelnen Prozesse im Behandlungsverlauf eingesetzt. Alle EndoCert-Kliniken sind verpflichtet, allen endoprothetisch versorgten Patienten die Teilnahme am EPRD im Rahmen anzubieten.
Die Ergebnisse der zahlreichen Auditverfahren (über 4.300 Stand: 1. März 2023) der letzten Jahre zeigen, dass über die Auditprozedur jeweils Defizite in Behandlungsprozessen aufgezeigt und zur Korrektur geführt werden. Im Falle nicht behobener Mängel scheiden betreffende Zentren aus dem System aus. Die Korrektur dieser Defizite bedeutet ständige Verbesserungseffekte im Behandlungsverlauf für zahlreiche Patienten.
In verschiedenen Studien konnte bereits in der Vorbereitungsphase zum Zertifizierungsverfahren eine gute Prozessqualität nachgewiesen werden (Bergschmidt et al. 2021).
Der Nachweis der Ergebnisverbesserung durch EndoCert im gesamten deutschen Gesundheitssystem ist aufgrund der zahlreichen Einzelfaktoren aufwändig und wird aktuell aufgearbeitet mit verschiedenen Institutionen des Gesundheitswesens.
Einzelne wertvolle Effekte durch EndoCert wurden aber bereits aufgezeigt. Die zentrale Bedeutung des qualifizierten und ständig weitergebildeten Hauptoperateurs sowie der systematischen Ausbildung von Nachwuchs unter seiner Anleitung wurde nachgewiesen (Osmanski-Zenk et al. 2019, Rohe et al. 2022). Infektionsraten konnten gesenkt werden (v. Lewinski et al. 2015). Auch kleine Zentren können nach dieser Zertifizierung eine gleiche Ergebnisqualität wie große Endoprothetikzentren bezüglich der 3-Jahres-Revisionsrate liefern (Osmanski-Zenk et al. 2023).
In Betrachtung des 10-jährigen Bestands dieses Zertifizierungsverfahrens handelt es sich um ein für das gesamte deutsche Gesundheitssystem richtungsweisendes Qualitätsverfahren. Seit seiner Einführung hat sich der Umgang mit standardisierten Abläufen in der Endoprothetik in großer Breite durchgesetzt (Kluess et al. 2012a, Kluess et al. 2012b, Mittelmeier et al. 2017, Osmanski-Zenk et al. 2018, Rimke et al. 2020, Osmanski-Zenk et al. 2021, Mittelmeier et al. 2022). Auch die Durchführung operativer Eingriffe nur unter der Verantwortung ausgewiesener Hauptoperateure in einem geeigneten, geprüften OP-Betrieb wurde als selbstverständlich etabliert (Mindestmengenregelung für Knie- und Hüftgelenkersatz).

## Organisation/Struktur
Organisatorisch wird das Zertifizierungssystem durch drei Gremien getragen. Die Gesamtverantwortung für das System und dessen Weiterentwicklung liegt bei der Zertifizierungskommission aus 7 ehrenamtlichen Experten der Fachgesellschaften DGOOC, DGU und BVOU - unter der Leitung von Dr. Holger Haas/Bonn.
Der Zertifikatserteilungsausschuss aus 8 unabhängigen Fachexperten entscheidet in zweiter Instanz über die Erteilung des Zertifikats. Die Bearbeitung und Abwicklung des Auditierungsverfahrens erfolgt durch die Zertifizierungsstelle ClarCert. Durch diese klare Trennung der Aufgaben ist eine objektive und unabhängige Durchführung der Verfahren und Weiterentwicklung des Systems sichergestellt. Das Vorgehen und die zugrunde liegenden Bestimmungen sind in einer Geschäftsordnung niedergelegt.

## Ablauf des Verfahrens
Interessierte Einrichtungen haben die Möglichkeit, sich als Endo-Prothetik-Zentrum (EPZ) oder Endo-Prothetik-Zentrum der Maximalversorgung (EPZmax) zertifizieren zu lassen. Diese beiden Zentren unterscheiden sich hinsichtlich der Anforderungen an die Struktur- und Prozessqualität sowie der zu erbringenden Fallzahlen.
Der Zertifizierungsprozess setzt sich aus verschiedenen Phasen zusammen. Zunächst stellt die antragstellende Einrichtung die erfolgte Umsetzung der Anforderungen in einem Selbstbewertungsprozess durch Bearbeitung des Erhebungsbogens dar. Daraufhin erfolgt eine erste Bewertung des Erhebungsbogens durch die Zertifizierungsstelle. Zwei Fachexperten führen vor Ort die Zertifizierung durch. Sie überprüfen die Übereinstimmung der im Erhebungsbogen erfolgten Angaben mit der Situation vor Ort. Auf Basis der Empfehlung durch die auditierenden Fachexperten trifft der Zertifikatserteilungsausschuss eine Entscheidung über die Erteilung des Zertifikats.
Im weiteren Verlauf werden die Einrichtungen im Rahmen von jährlichen Überwachungsaudits durch einen Fachexperten auditiert. Im Abstand von drei Jahren erfolgt ein Wiederholungsaudit, das in Form und Umfang der Erstzertifizierung entspricht.
Bei Nichterfüllung der Anforderungen kann im Verlauf eine Zertifikatsaussetzung oder ein Zertifikatsentzug ausgesprochen werden.